# گری (مین)
گری(به انگلیسی: Gray) شهری در ایالت مین کشور ایالات متحده آمریکا است که جمعیت آن در سرشماری سال ۲۰۱۰ میلادی، ۸۸۴ نفر بوده‌است.

## نگارخانه

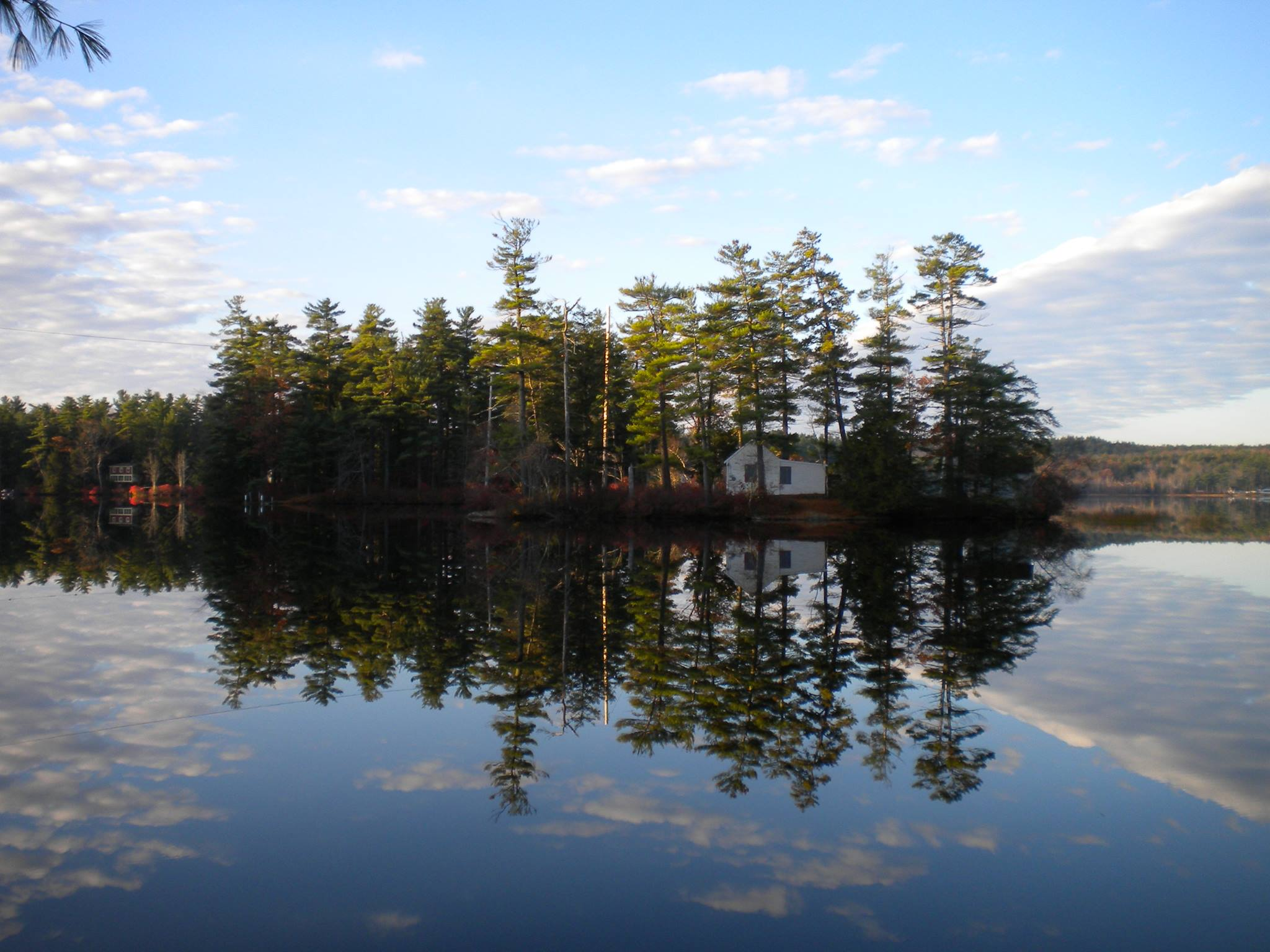
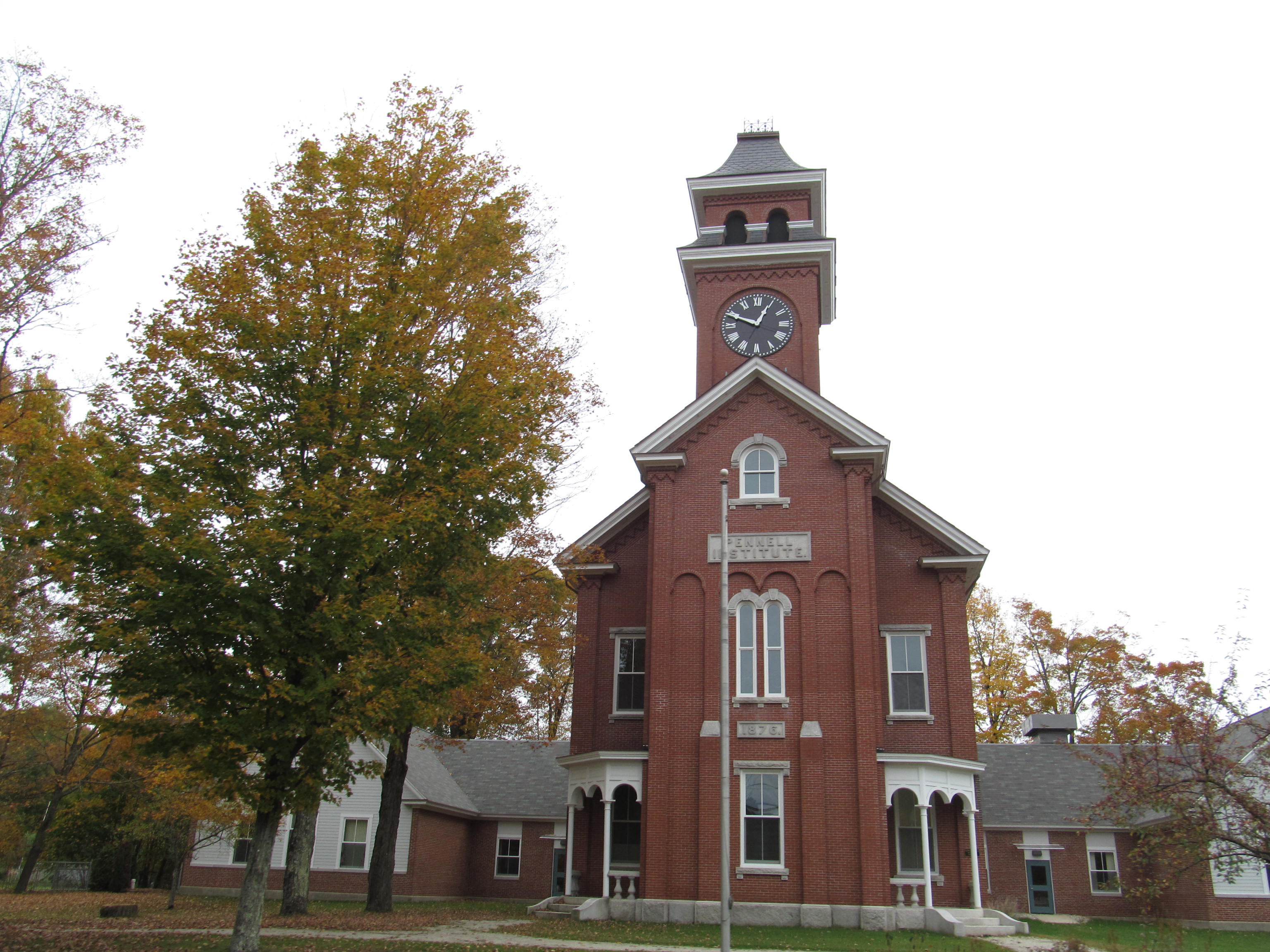
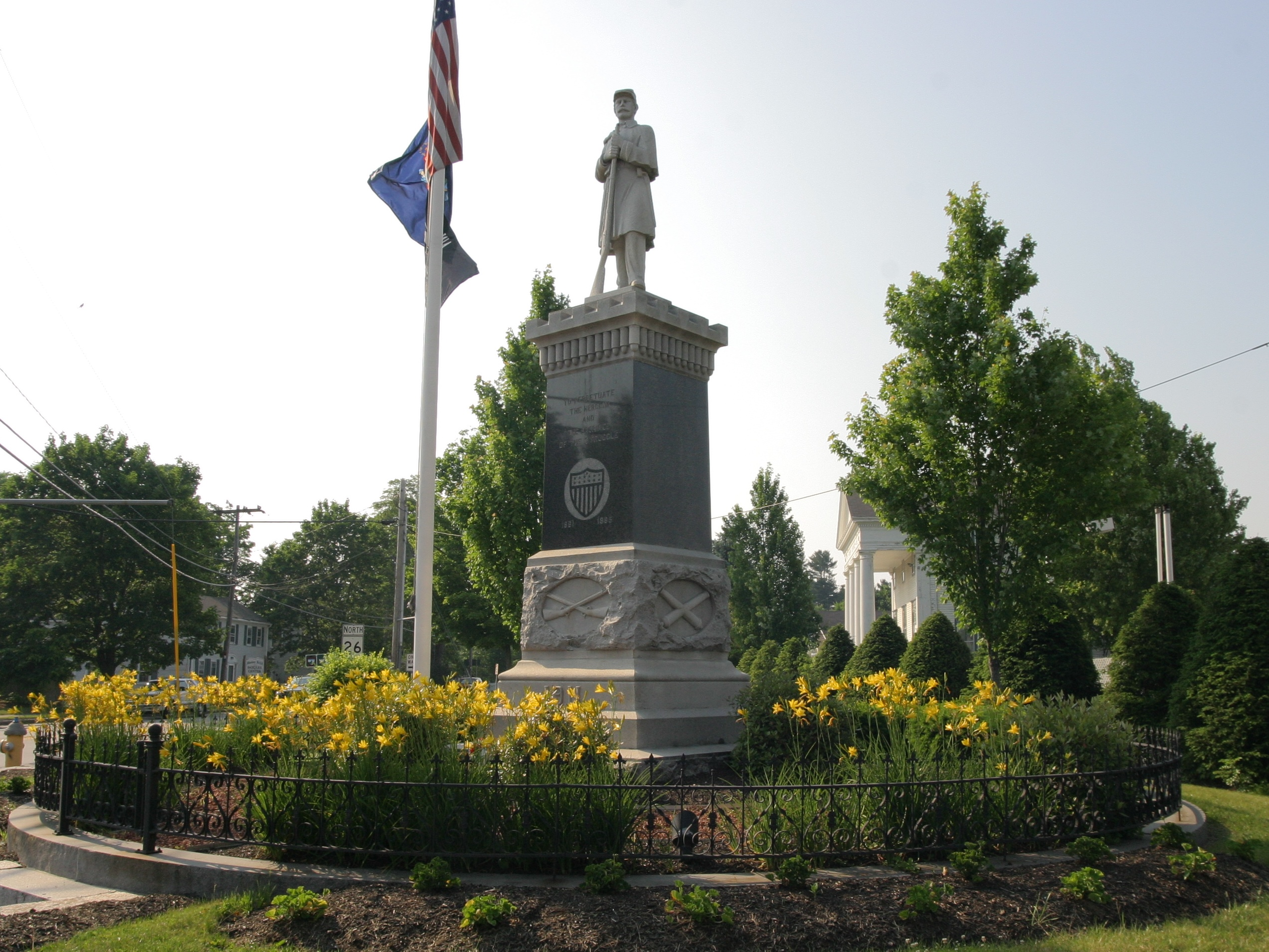
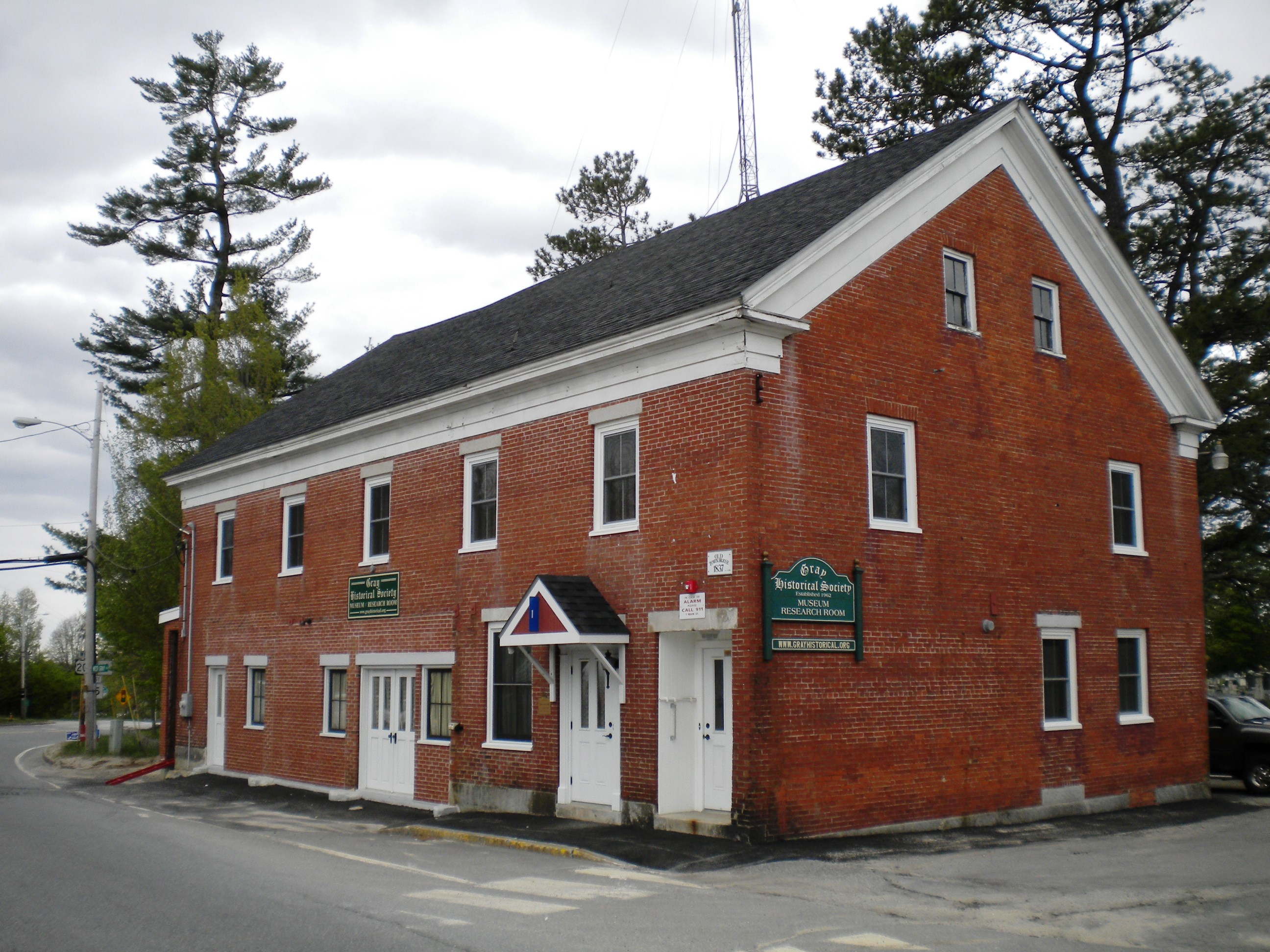
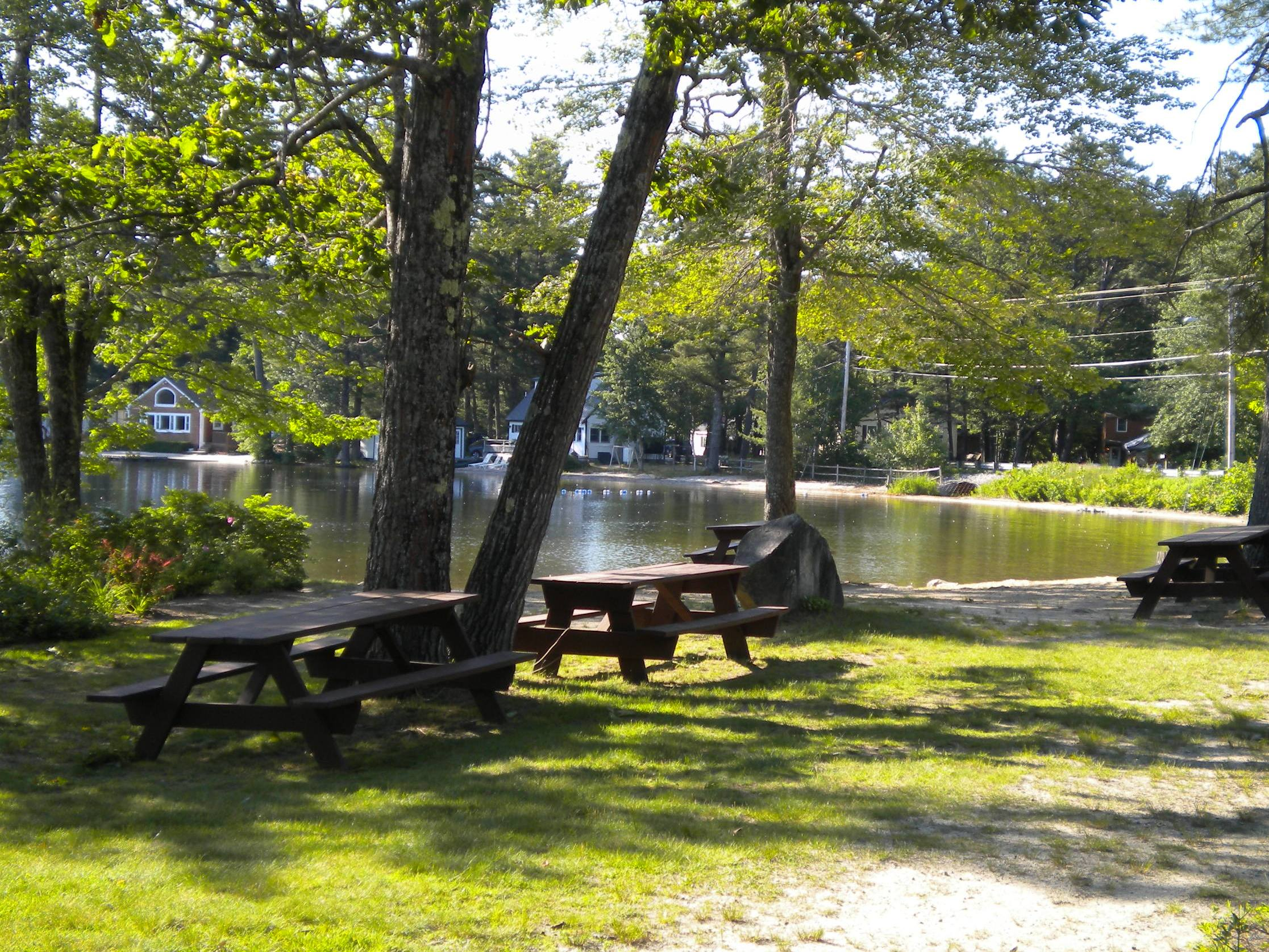
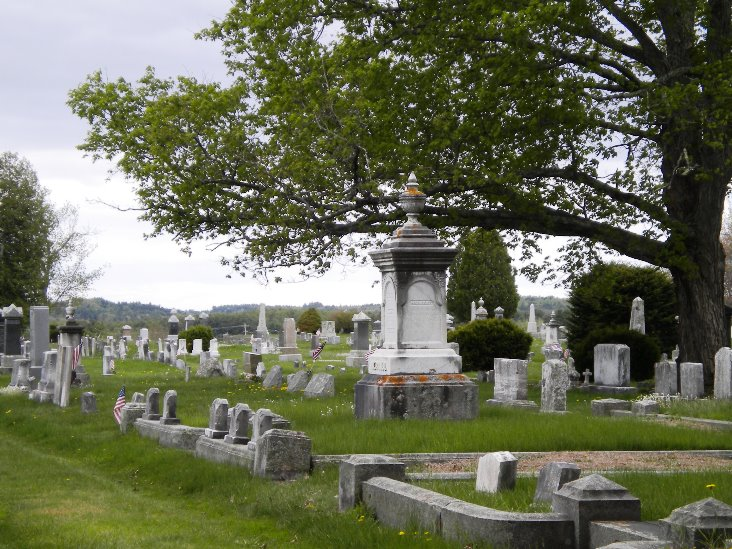
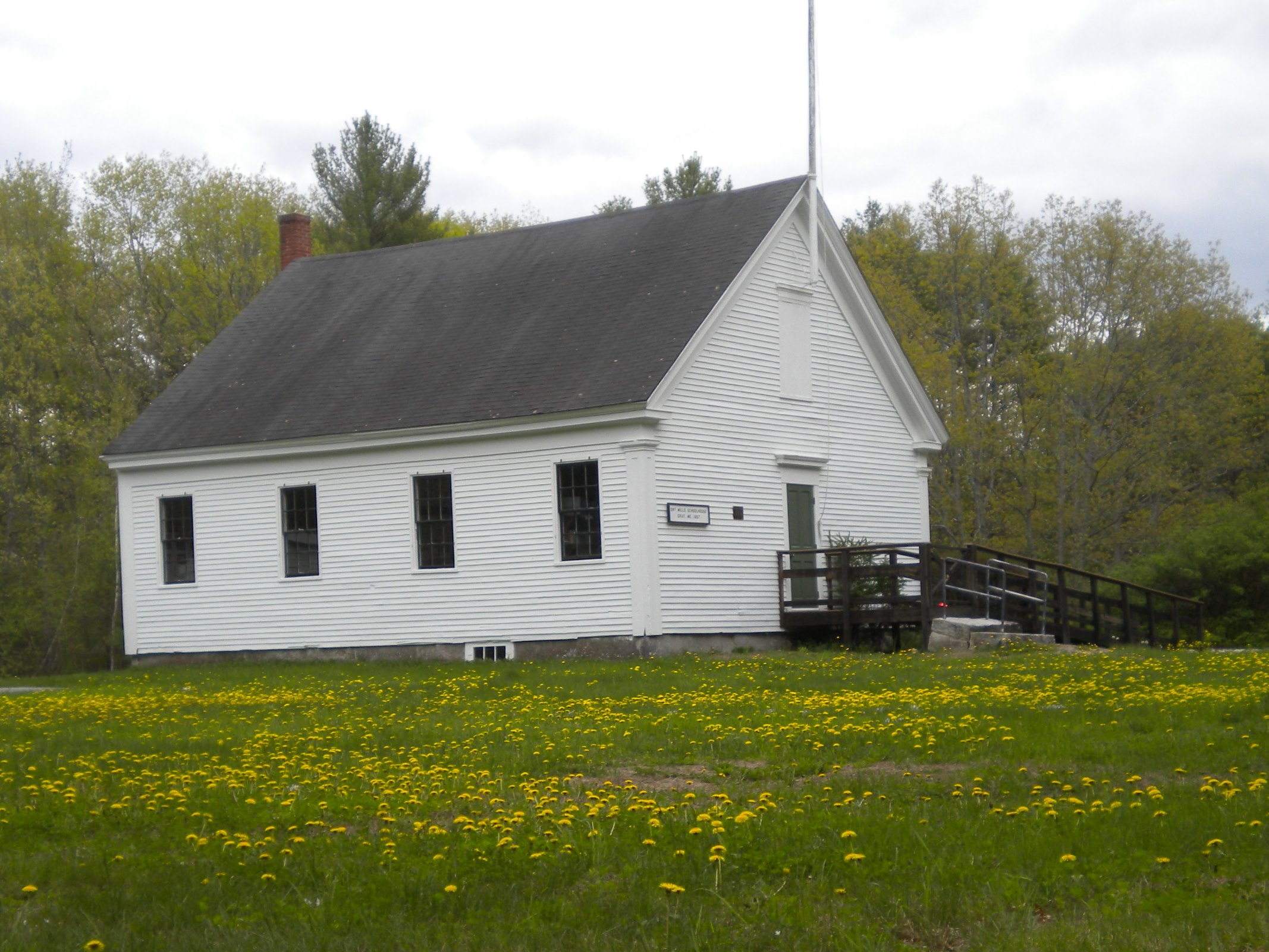
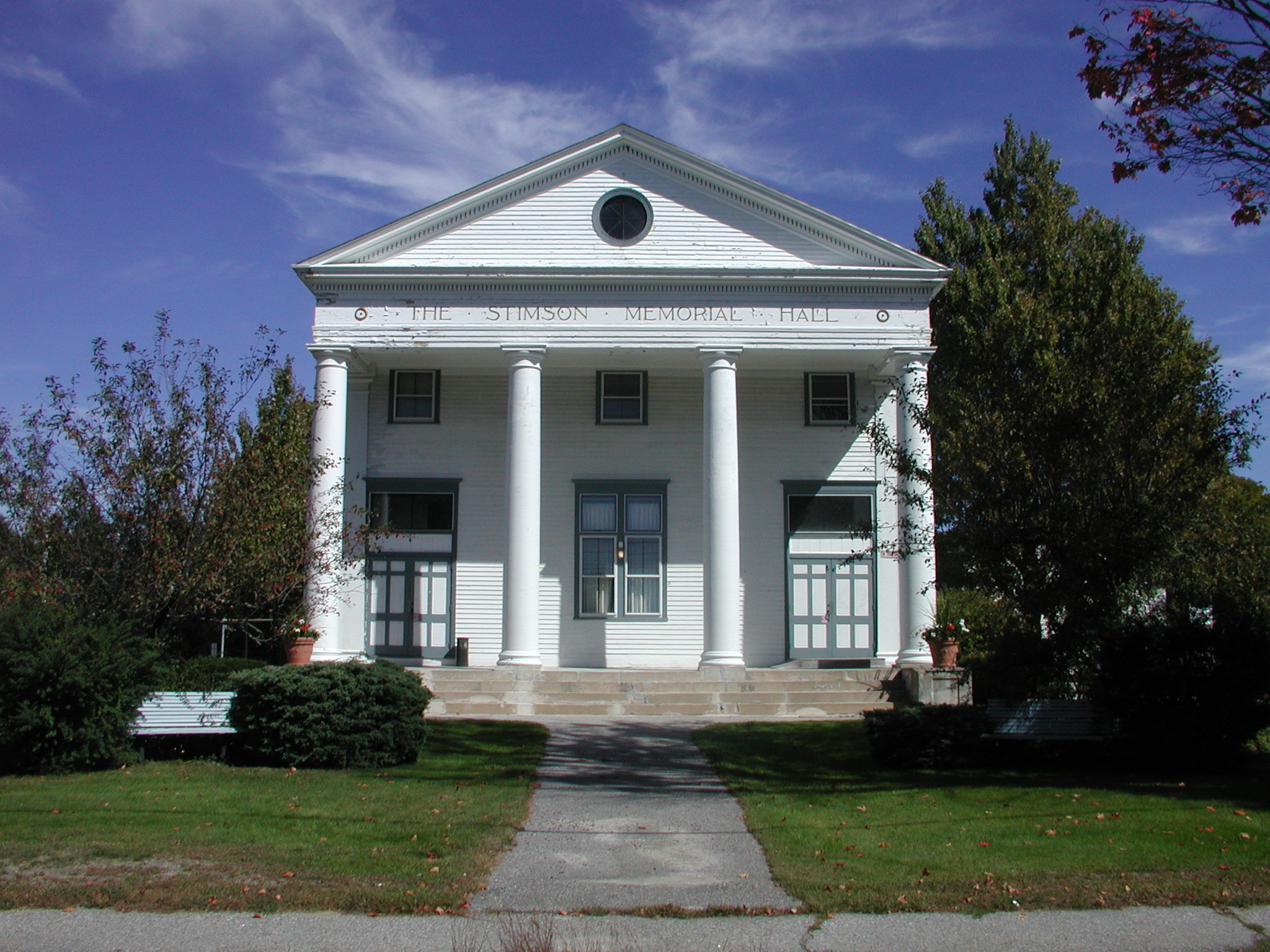
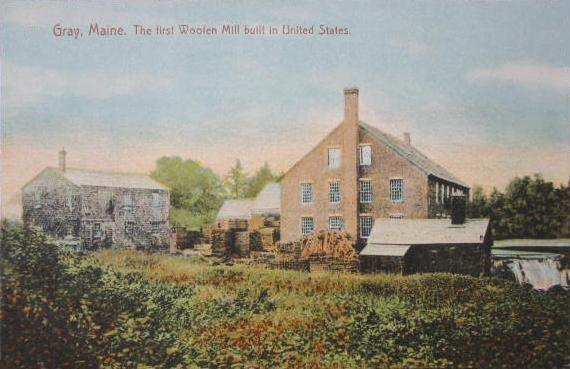
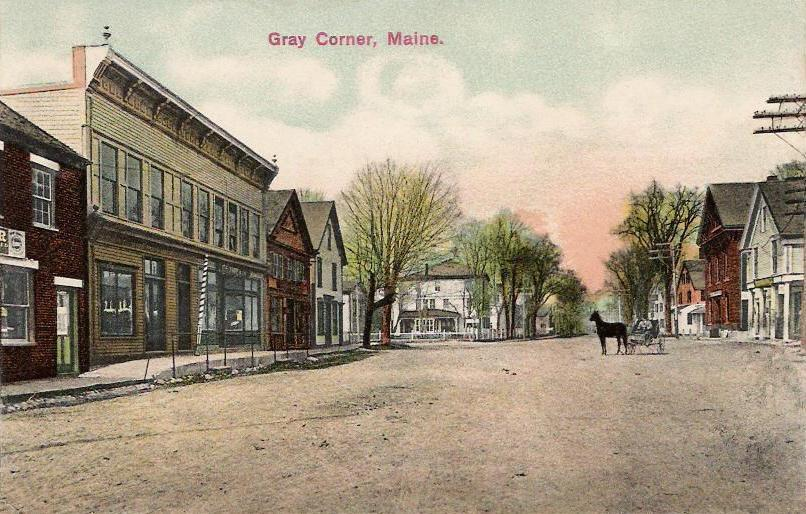
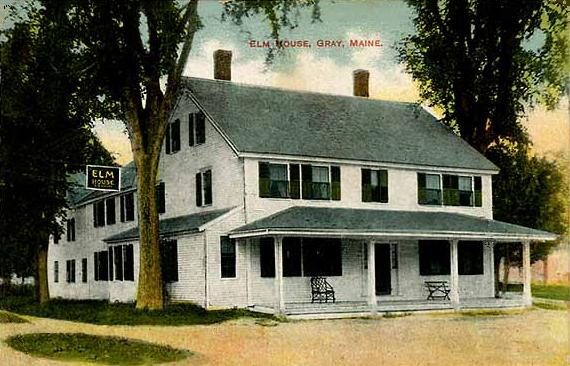